# Érable à écorce de papier
Acer griseum
Espèce
Classification APG III (2009)
L'érable à écorce de papier (Acer griseum), aussi appelé érable cannelle ou à écorce cannelle, est une espèce d'érable appartenant à la section Trifoliata de la classification des érables.

## Taxonomie
Il a originellement été décrit en 1894 comme une variété, Acer nikoense var. griseum Franch par Adrien René Franchet, mais Ferdinand Albin Pax l'éleva au rang d'espèce en 1902.

## Description
C'est un arbre de taille moyenne (5 à 10 m), à croissance lente. Le diamètre du tronc peut atteindre 70 cm.
L'écorce est douce au toucher, d'un rouge orangé brillant. Elle est formée de couches ayant la texture et l'épaisseur du papier et se détache sur le tronc et sur tous les rameaux de deux à trois ans d'âge.
Les feuilles sont composées ; le pétiole mesure de 2 à 4 cm ; chacune des trois folioles est longue de 3 à 10 cm et large de  2 à 6 cm ; les dentelures sont marquées.
Les fruits sont des samares. Les deux graines mesurent environ 1 cm et les deux ailes environ 3 cm.
Les bourgeons apparaissent à la mi-mai, suivant la région, et sont de couleur rose. Les premières feuilles sont roses également, puis se teintent de vert clair, pour foncer par la suite.
En automne, les feuilles passent du jaune à l'orangé et créent un superbe spectacle, l'écorce marron ressortant dans cet amalgame de teintes.

## Culture
Cet érable est originaire de Chine centrale, où il pousse à des altitudes de 1 500 à 2 000 m,. Ernest Henry Wilson l'a introduit en Europe en 1901, et en Amérique du Nord peu après.
Acer griseum est multiplié principalement par greffe sur l'érable à sucre, car l'espèce souffre de parthénocarpie et seulement 5 % de ses graines sont viables. La diversité génétique des arbres cultivés serait basse ; on a donc essayé récemment d'obtenir de nouvelles graines à partir d'individus sauvages. De plus, la graine étant très dure, la germination peut prendre deux à trois ans.
Très rustique, Acer griseum peut résister à des gels de l'ordre de −30 °C (Zone USDA 4).
On le trouve souvent comme arbre d'ornement dans les parcs et les jardins en raison de son écorce exfoliée et brillante, de couleur cannelle, et de son beau feuillage rouge d'automne.
L'arbre a tendance à pousser en plusieurs troncs, mais on peut le tailler pour lui en laisser un seul.
Cet arbre peut être attaqué par les cochenilles. Il est sensible aux maladies suivantes : verticilliose, marssonina, fusariose, maladie du corail et chancre. L'écorce des vieux sujets peut se fissurer ; de plus, ils peuvent être colonisés par des champignons (armillaria).

## Galerie

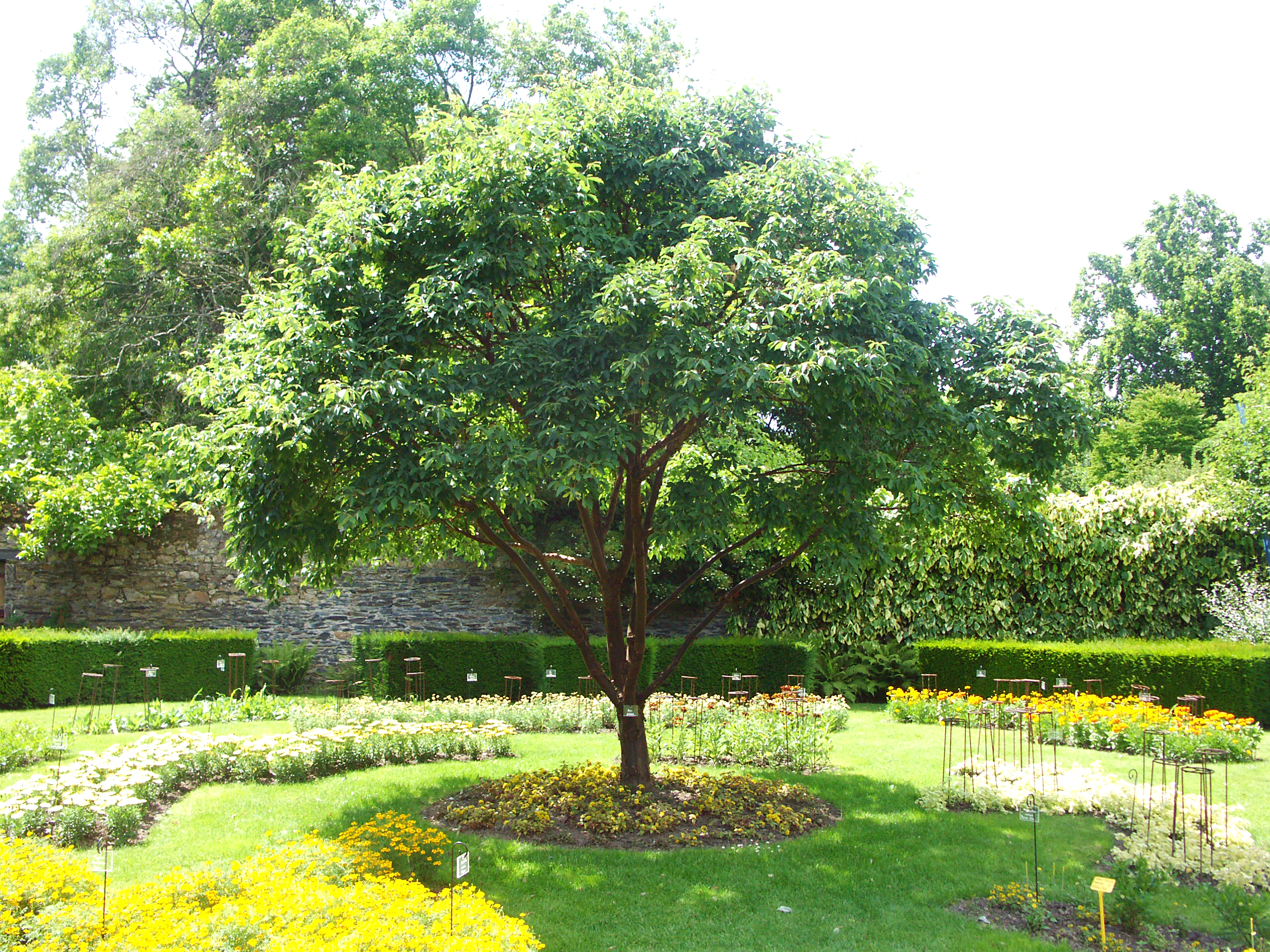
Acer griseum
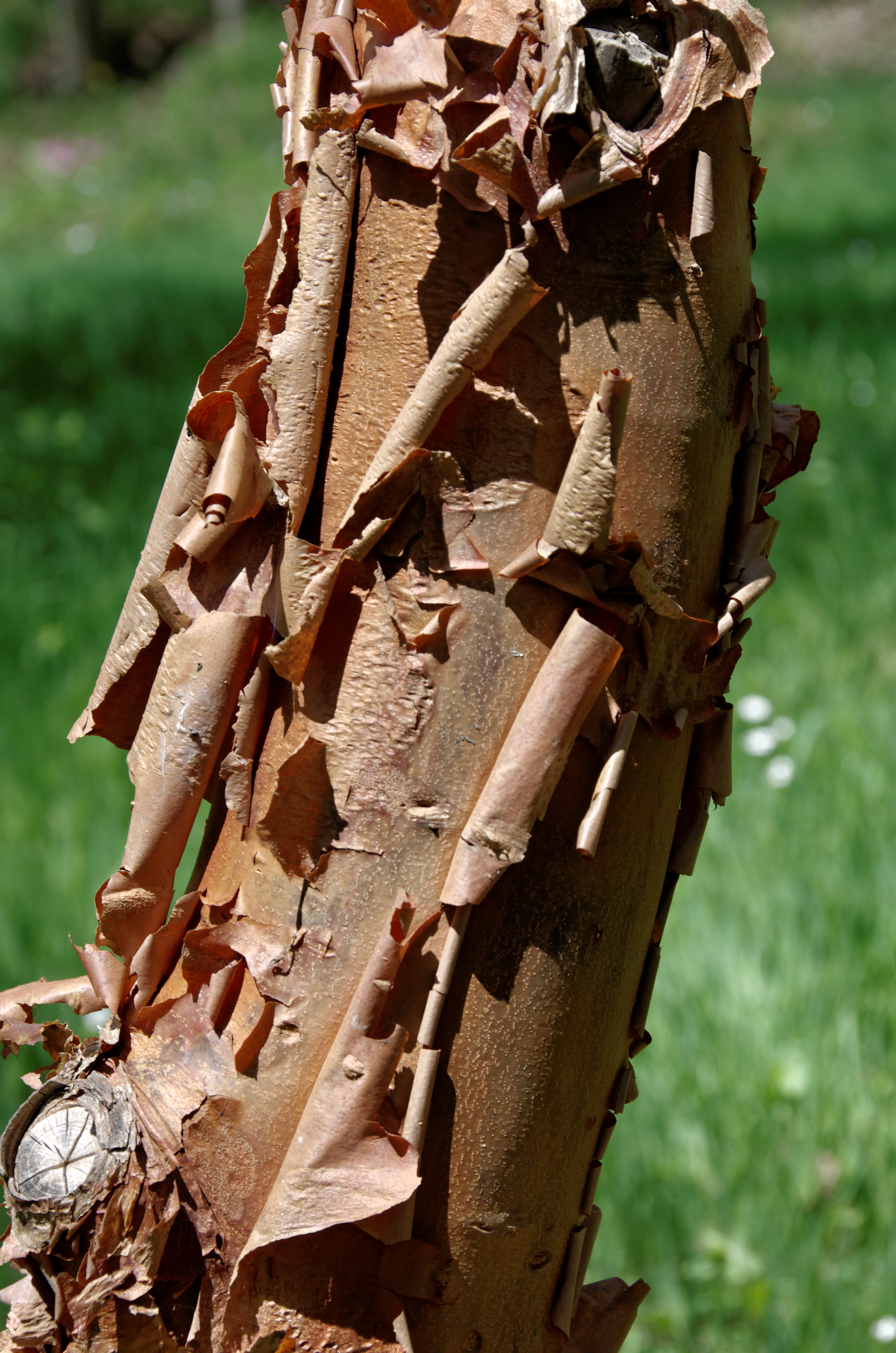
Écorce exfoliée de couleur cannelle
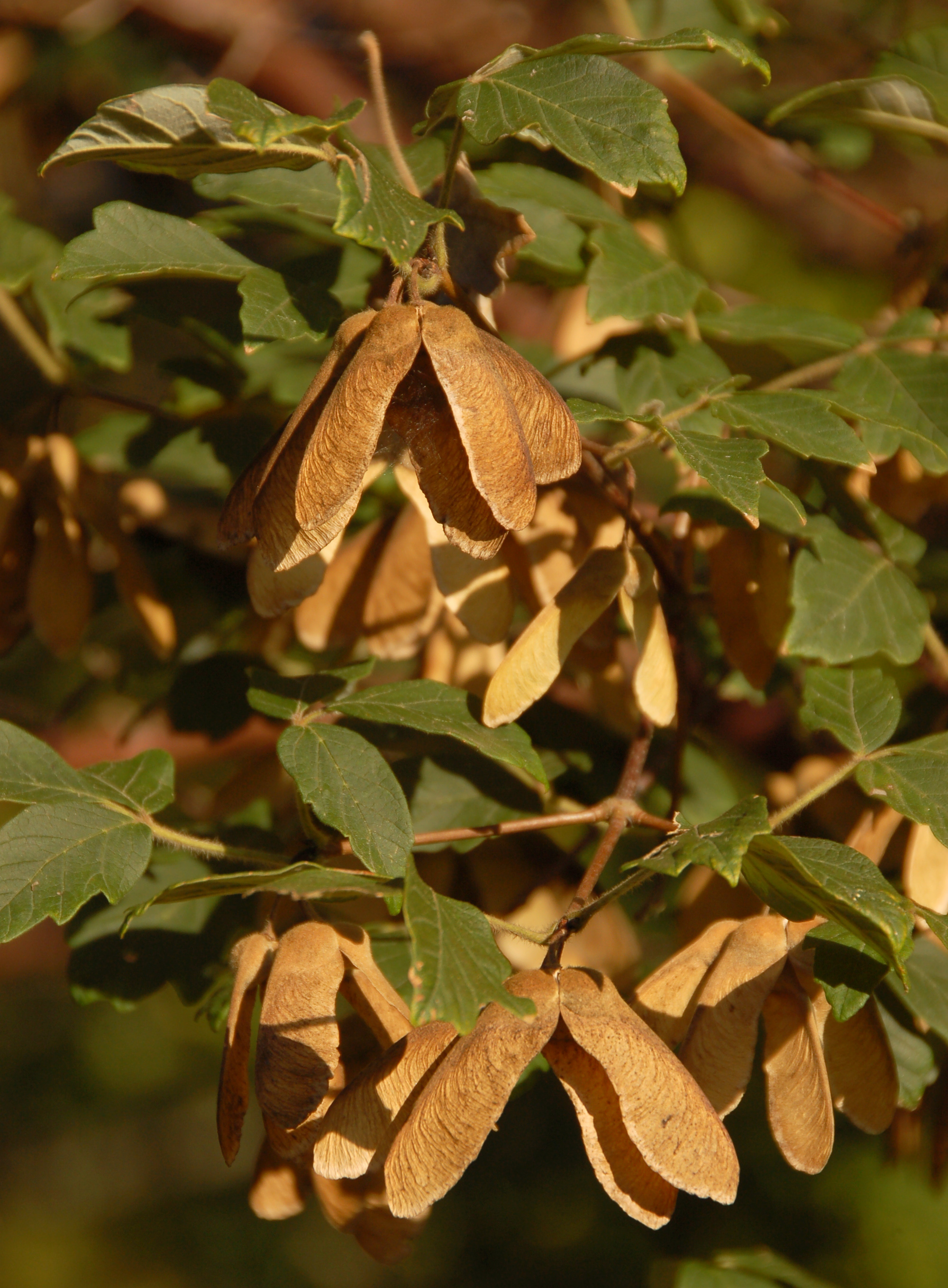
Feuillage et graines
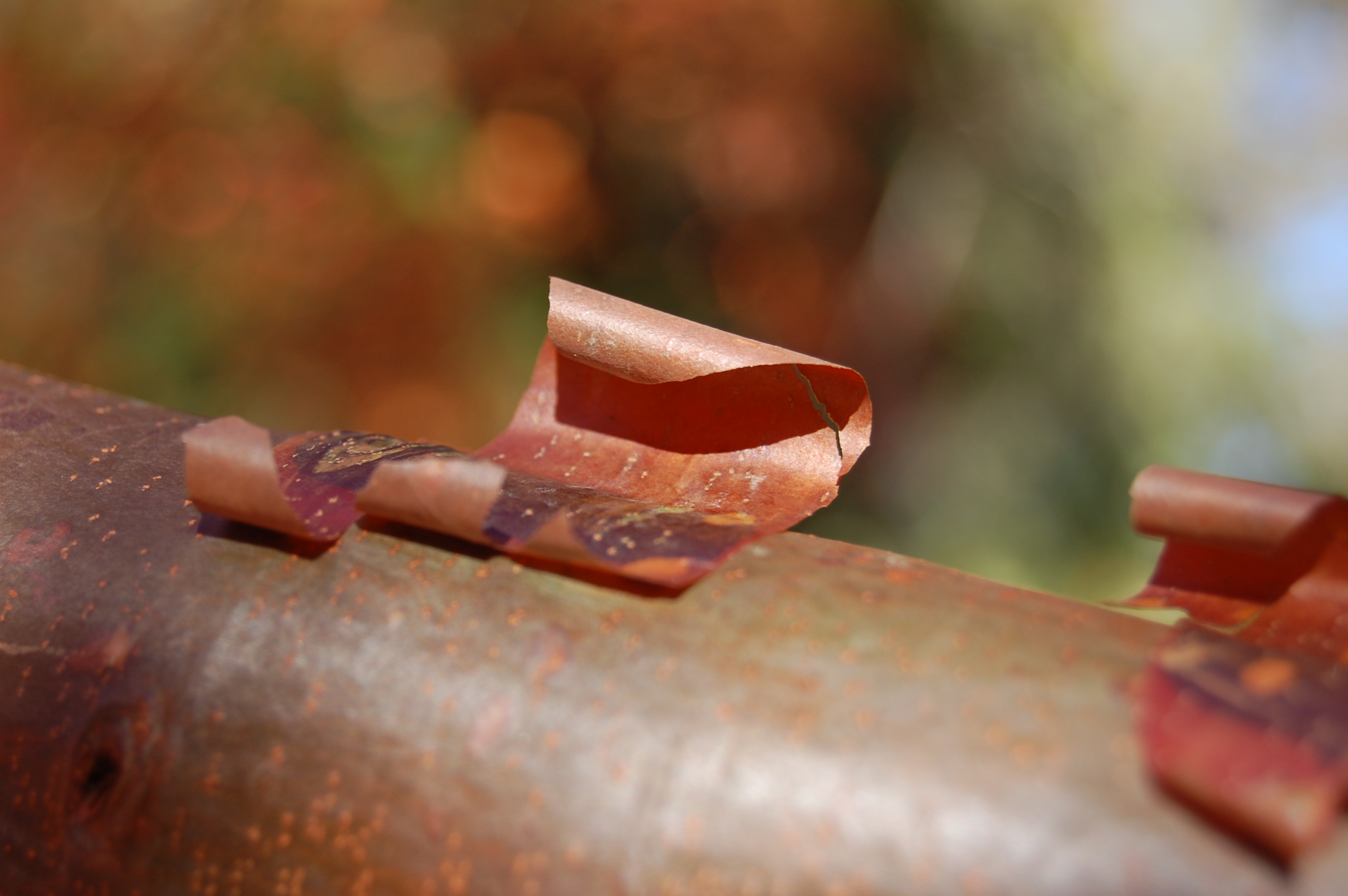
« Écorce de papier »
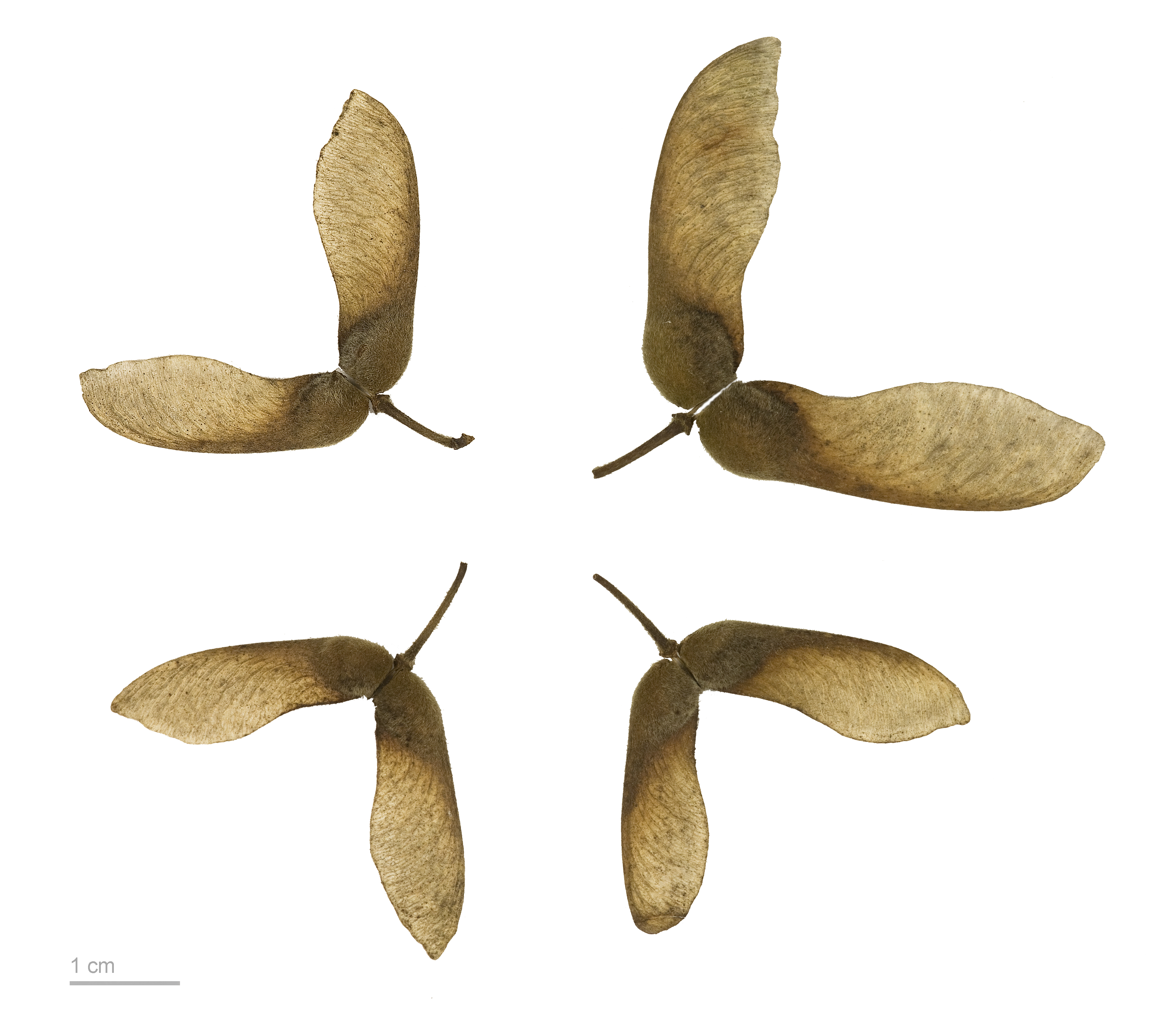
Acer griseum - Muséum de Toulouse